# Matoatoa brevipes
Matoatoa brevipes är en ödleart som beskrevs av  François Mocquard 1900. Matoatoa brevipes ingår i släktet Matoatoa och familjen geckoödlor. IUCN kategoriserar arten globalt som sårbar. Inga underarter finns listade i Catalogue of Life.